# Thomas Anderson
Thomas Anderson (1819 – 1874) è stato un chimico inglese.
Allievo di Thomas Thomson e Justus von Liebig, fu docente a Glasgow. Gli si devono ottime ricerche di chimica organica, soprattutto sull'oppio. Fu insignito della Medaglia Royal nel 1872.